# Sitxovo
Sitxovo (en rus: Сычёво) és un poble de l'óblast de Kurgan, a Rússia, que en el cens del 2010 tenia 764 habitants. Pertany al districte de Ketovo.